# Гайдуков, Александр Владимирович
Александр Владимирович Гайдуков (род. 10 января 1974, Волгоград) — российский и казахстанский ватерполист, мастер спорта международного класса, позже ватерпольный тренер.

## Карьера
Воспитанник волгоградской школы водных видов спорта. С семи лет занимался плаванием у Ольги Осадиной. В 13-летнем возрасте перешёл в водное поло. Первым наставником был Валерий Осадин. Выступал за молодёжную сборную СНГ по водному поло. С 17 лет — в составе «Спартак-Волгоград».
Чемпион России (1997, 1999, 2003, 2004, 2010, 2011), серебряный призёр чемпионата России (1995, 1996, 1998, 2000, 2001, 2002, 2005, 2009), бронзовый призёр чемпионата России (1994, 2007, 2008).
Обладатель Кубка России (1998, 2000, 2001, 2002, 2003, 2004, 2007, 2009).
Участвовал в «Финале четырёх» Лиги чемпионов 1997/98 года.
В составе сборной Казахстана участвовал в Олимпиаде-2004, становился победителем Азиады-2002 и Азиады-2010, а также бронзовым призёром Азиады-2006.
В 2011 году завершил игровую карьеру и перешёл на тренерскую работу: тренером по общефизической подготовке «Спартака».
С 2012 года — главный тренер женской команды «Спартак-Волгоград». В качестве главного тренера приводил команду к серебряным медалям чемпионата страны (2015) и бронзовым медалям Кубка России (2013, 2014).
Был главным тренером юниорской сборной России, выигравшей бронзовые медали чемпионата мира (Волос, 2015).
Входил в тренерский штаб студенческой сборной, завоевавшей бронзовые медали на XXVIII Всемирной летней Универсиаде (Кванджу). С 2015 года возглавляет женскую сборную России.

### Допинг-скандал
В 2005 году дисквалифицирован на 12 месяцев за наличие в допинг-пробе запрещенного препарата — кардефона. Проба была взята в ходе проведения суперфинальной серии чемпионата России, играл на тот момент за «Спартак-Волгоград».
Допинг-пробу проводил Центр подготовки сборных команд России.

## Награды
- Почётная грамота Президента Российской Федерации (26 октября 2023 года) — за вклад в развитие физической культуры и спорта, многолетнюю добросовестную работу[4]
- Благодарность Президента Российской Федерации (19 мая 2017 года) — за успешную подготовку спортсменов, добившихся высоких спортивных достижений на Играх XXXI Олимпиады 2016 года в городе Рио-де-Жанейро (Бразилия[5]